# 桂詔
桂詔（1460年—？），字世欽，浙江寧波府慈谿縣人，民籍，明朝政治人物。

## 生平
成化二十二年（1486年）丙午科浙江鄉試第四十二名舉人。弘治六年（1493年）中式癸丑科會試第七十九名，三甲第一百五十二名進士。

## 家族
曾祖桂宗儒，修撰；祖父桂承學；父桂京，母趙氏。慈侍下。